# 黄金の灰
『黄金の灰』（おうごんのはい、原題：Golden Ashes）は、フリーマン・ウィルス・クロフツの推理長編小説。フレンチ警部（のち警視）シリーズの20番目の長編。

## あらすじ
未亡人ベチーは準男爵サー・ジェフリーの屋敷の家政婦の職に就くことになった。屋敷には貴重な名作画廊があったが、その絵を鑑定した画家が行方不明になり、屋敷は絵もろとも焼失してしまう。フレンチ警視が殺人も視野に入れ捜査に当たる。

## 主な登場人物
- サー・ジェフリー・ブラー - 画廊のある屋敷を相続した準男爵。
- ベチー - ジェフリーに雇われた屋敷の家政婦。
- ジョアン - ベチーの妹。
- ロランド - ベチーの弟。
- バーク - 鑑定を頼まれた画家。
- ショウ - 保険会社の調査員。
- フレンチ - 捜査を担当する刑事。本作の探偵役。

## 特徴
- 物語の途中で、作者による読者への挑戦がある[1]。